# Beschwerdechor
Ein Beschwerdechor ist ein gemischter Laien-Chor, der es sich zur Aufgabe gemacht hat, alltägliche Beschwerden und Mühsale auf musikalische Art und Weise gesanglich zu präsentieren. Ärgerliche Begebenheiten werden kurz und prägnant zu Papier gebracht und in gemeinsamer Arbeit an Arrangement und Vertonung in Liedgut umgemünzt. Durch diese kunstvolle Art des Lamentierens und der gemeinsam erlebten Beschäftigung mit den selbst formulierten Unbilden des Lebens wird auf gleichsam fröhliche wie pseudo-therapeutische Art ein Missstand verarbeitet.

## Ursprung und Entwicklung
Erste Chöre dieser Art wurden 2005 in Birmingham und 2006 in Helsinki, Hamburg und Sankt Petersburg gegründet. Ideengeber und Initiatoren waren das deutsch-finnische Künstlerpaar Kochta-Kalleinen. Zitat: „Menschen verbringen sehr viel Zeit damit, sich zu beschweren,“ finden Tellervo Kalleinen und Oliver Kochta-Kalleinen. „Wir wollten diese negative Energie in etwas Großes, Kollektives, etwas Lustiges und Kraftvolles umwandeln.“
Videodokumentationen von Auftritten dieser ersten Beschwerdechöre wurden auf Kunstfestivals und in Museen präsentiert. Die Idee verbreitete sich zunehmend; inzwischen gibt es dutzende Chöre (complaints choirs) weltweit.
Der nach eigenen Angaben größte Chor weltweit mit etwa 100 Aktiven hat sich seit 2008 in Köln entwickelt.

## Arbeitsweise und Themen
Textideen werden durch die Mitglieder des Chores beigesteuert; eine weitere Möglichkeit, Anstöße zu Liedtexten zu geben, besteht häufig über die Homepages der jeweiligen Chöre. Da die Sänger überwiegend reine Laien sind und in den seltensten Fällen musikalische Erfahrungen haben (beispielsweise durch eine bereits bestehenden Mitgliedschaft in einem Chor), kommt dem jeweiligen Chorleiter häufig eine besondere Rolle zu. Zumeist bringt dieser die Rohtexte in eine musikalische Form und arrangiert das Klagelied entsprechend. Die Themen der Texte sind dem Alltagsleben entnommen und entsprechend vielfältig. Beispielsweise werden Parkplatzprobleme, unerzogene Hunde, ausverkaufte Lieblings-Konsumgüter, unfreundliche Kellner, überfüllte Mülleimer und zu kurze Behördenöffnungszeiten angeprangert und vertont. Die musikalischen Stile variieren; sie reichen von Klassik und Pop bis zu Hip-Hop.